# Bedrifelek Kadın
Bedrifelek Kadınfendi (en turco otomano: بدر فلك قادین, "luna del cielo", 4 de enero de 1851 - 6 de febrero de 1930) fue la tercera esposa del sultán Abdul Hamid II del Imperio Otomano.

## Vida
Bedrifelek nació en Poti, y era hija de Mehmet Bey Kerzedzh y su esposa Faruhan Hanım İnal-lpa. Su verdadero nombre es desconocido. Era sobrina de la esposa de Abdülmecit I, Şayeste Hanımefendi. Tenía ojos azules y cabello rubio. En 1864, durante la limpieza étnica de los circasianos, su familia emigró del Cáucaso a Constantinopla, donde se rindió a la corte del sultán otomano.
El 18 de noviembre de 1868, Bedrifelek se casó con Şehzade Abdul Hamid en el Palacio de Dolmabahçe. El 11 de enero de 1870 dio a luz a su primer hijo Şehzade Mehmed Selim en el Palacio de Beşiktaş, en 1872 nació su única hija Zekiye Sultan y en 1878 nació Şehzade Ahmed Nuri Efendi.
Cuando Abdul Hamid ascendió al trono como Abdul Hamid II, Bedrifelek recibió "Üçüncü Kadınfendi" (tercera esposa). Poco después recibió el título de "İkinci Kadınefendi" (segunda esposa), en honor a su predecesora y segunda esposa de Abdul Hamid, Safinaz Nurefsun Kadınefendi, ya que el 26 de julio de 1879 el sultán y Safinaz se divorciaron. El 11 de abril de 1895 murió Nazikeda Kadınfendi y Bedrifelek se convirtió en "Baș Kadınfendi" (primera esposa) y principal consorte imperial.
Después del derrocamiento de Abdul Hamid II en 1909, Bedrifelek, Abdul Hamitdse establecieron junto con su hijo, Şehzade Mehmed Selim en Serencebey, donde murió Abdul Hamid en 1918. Después de la abolición del Califato Otomano por el Parlamento de la República de Turquía en 1924, Şehzade Mehmed Selim fue exiliado a Niza, Francia. Bedrifelek fue el único miembro de la familia imperial que no fue exiliado y, por lo tanto, permaneció en Turquía.
Bedrifelek murió el 6 de febrero de 1930 en el Palacio de Yildiz de Estambul a la edad de 79 años. Está enterrada en la Mezquita Yeni de Estambul.